# فهمت (برمجيات)
فهمت (بالفرنسية GCompris) هي حزمة لرمجيات تعليمية حرّة للأطفال من سن سنتين وحتى عشر سنوات. يحتوي على أكثر من 100 نشاط في مجالات:
- اكتشاف الحاسوب: لوحة المفاتيح، والفأرة، ...
- الحساب: جدول الضرب، والعد، والجدول الثنائي، وصورة المرآة، ...
- العلوم: قفل القناة، والدورة المائية، والغواصة، والمحاكاة الكهربية ...
- الجغرافيا: ضع البلد على الخريطة
- ألعاب: شطرنج، ذاكرة، وصّل أربعة، أوير، سودوكو ...
- القرائة: ممارسة القرائة
- أخرى: تعلم قرائة الوقت، لغز الصورة المجزأة لرسومات شهيرة، رسم مُتجهي، عمل الكارتون، ...

تتوفر إصدارات فهمت لأنظمة جنو/لينكس وماك أو.إس.إكس وويندوز.

## وصلات خارجية
- فهمت على موقع Open Hub (الإنجليزية)
- فهمت على موقع Free Software Directory (الإنجليزية)
- فهمت على موقع Framasoft (الفرنسية)
- صفحة فهمت الرسمية (بالعربية)
- ويكي البرنامج